# 黄学谦
黄学谦（1984年—），祖籍广东台山，香港首位职业中国象棋棋手，象棋国际特级大师。

## 个人经历
少年时接受元朗象棋会所培训，2002年代表香港出战亚洲象棋锦标赛少年组，面对中国代表赵鑫鑫曾一度弈出优势，惜后段遭逆转而屈居亚军。
2010年获得杨官璘杯全国公开赛海外组冠军。2012年首次获得香港个人赛冠军，广东省象棋锦标赛亚军。
2014年第二度获得香港个人赛冠军，同年代表香港参与韩信杯国际名人邀请赛，击败中国的代表、六届全国个人赛冠军许银川，最终获得季军，是当时韩信杯历史上海外棋手最好成绩。
2016年加盟杭州市象棋协会队，协助其队伍升上甲组，正式签约参与象甲联赛，成为香港首位职业棋手。
2024年亞洲象棋個人錦標賽，黄学谦闯入决赛，但在快棋赛中负于刘柏宏，获得亚军。